# Карлайл, Энн
Энн Карлайл (род. 1956) — американская киноактриса и писательница.

## Карьера
Энн Карлайл участвовала в написании сценария и сыграла главную женскую и мужскую роли в культовом фильме «Жидкое небо». Она также исполнила роль второго плана в фильме «Отчаянно ищу Сьюзен» (1985), транс-женщину Гвендолин в «Крокодил Данди» (1986) и снялась в эпизоде телесериала «Полиция Майами». В 1984 году Карлайл позировала для Playboy.
В 2014 году в интервью журналу «The Awl» режиссёр «Жидкого неба» Слава Цукерман сообщил, что сиквел находится в разработке, и Энн Карлайл вернётся в роли Маргарет.

## Фильмография
| Год  |   | Русское название             | Оригинальное название     | Роль                  |
| ---- | - | ---------------------------- | ------------------------- | --------------------- |
| 1982 | ф | Жидкое небо                  | Liquid Sky                | Маргарет и Джимми     |
| 1984 | ф | Совершенные незнакомцы       | Perfect Strangers         | Салли                 |
| 1985 | ф | Отчаянно ищу Сьюзен          | Desperately Seeking Susan | Виктория              |
| 1986 | с | Полиция Майами: Отдел нравов | Miami Vice                | Лидия Шугарман        |
| 1986 | ф | Данди по прозвищу «Крокодил» | Crocodile Dundee          | Гвендолин             |
| 1987 | с | Уравнитель                   | The Equalizer             | Продавец              |
| 1988 | ф | Клуб самоубийц               | The Suicide Club          | Кэтрин                |
| 1988 | ф | Подложное обвинение          | Bum Rap                   | Грейс                 |
| 1988 | с | Таттинджеры                  | Tattingers                | Кэти Вотсон           |
| 1990 | ф | Рекорд                       | High Score                | Олимпия               |
| 2000 | ф | Ритм большого города         | Downtown 81               | модель для показа мод |
| 2017 | ф | Жидкое небо: Возвращение     | Liquid Sky Revisited      | Энн Карлайл           |

## Комментарии
1. ↑  Альтернативное название: «New York Beat Movie»